# Szabadalmi Közlöny és Védjegyértesítő
A Szabadalmi Közlöny és Védjegyértesítő a Szellemi Tulajdon Nemzeti Hivatalának (SZTNH) hivatalos lapja. 2018-ban már a 123. évfolyama jelenik meg. Az iparjogvédelmi (szabadalom, védjegy. formatervezési minta, földrajzi árujelző stb.) tárgyú közlemények hivatalos közlönye. 2006. január 1-jétől hivatalosan, elektronikus formában, díjmentes hozzáféréssel az SZTNH honlapján érhető el PDF formátumban.
2008. január 1-jétől a Szabadalmi Közlöny és Védjegyértesítő Nemzeti és Nemzetközi védjegyrovatai havonta két alkalommal jelennek meg. A publikáció napjától kezdődnek a védjegyügyekben a felszólalási határidők, és ezzel összhangban készülnek a védjegyfigyelési jelentések is.
A Szabadalmi Közlöny és Védjegyértesítő 2010 júliusától megújult formában, változatlan adattartalommal, PDF formátumban, elektronikus aláírással hitelesítve, de az áttekintést és a keresést megkönnyítő egyhasábos szerkesztéssel érhető el a Szellemi Tulajdon Nemzeti Hivatalának honlapján.